# Rhescyntis pseudomartii
Rhescyntis pseudomartii är en fjärilsart som beskrevs av Lemaire 1975. Rhescyntis pseudomartii ingår i släktet Rhescyntis och familjen påfågelsspinnare. Inga underarter finns listade.

## Bildgalleri

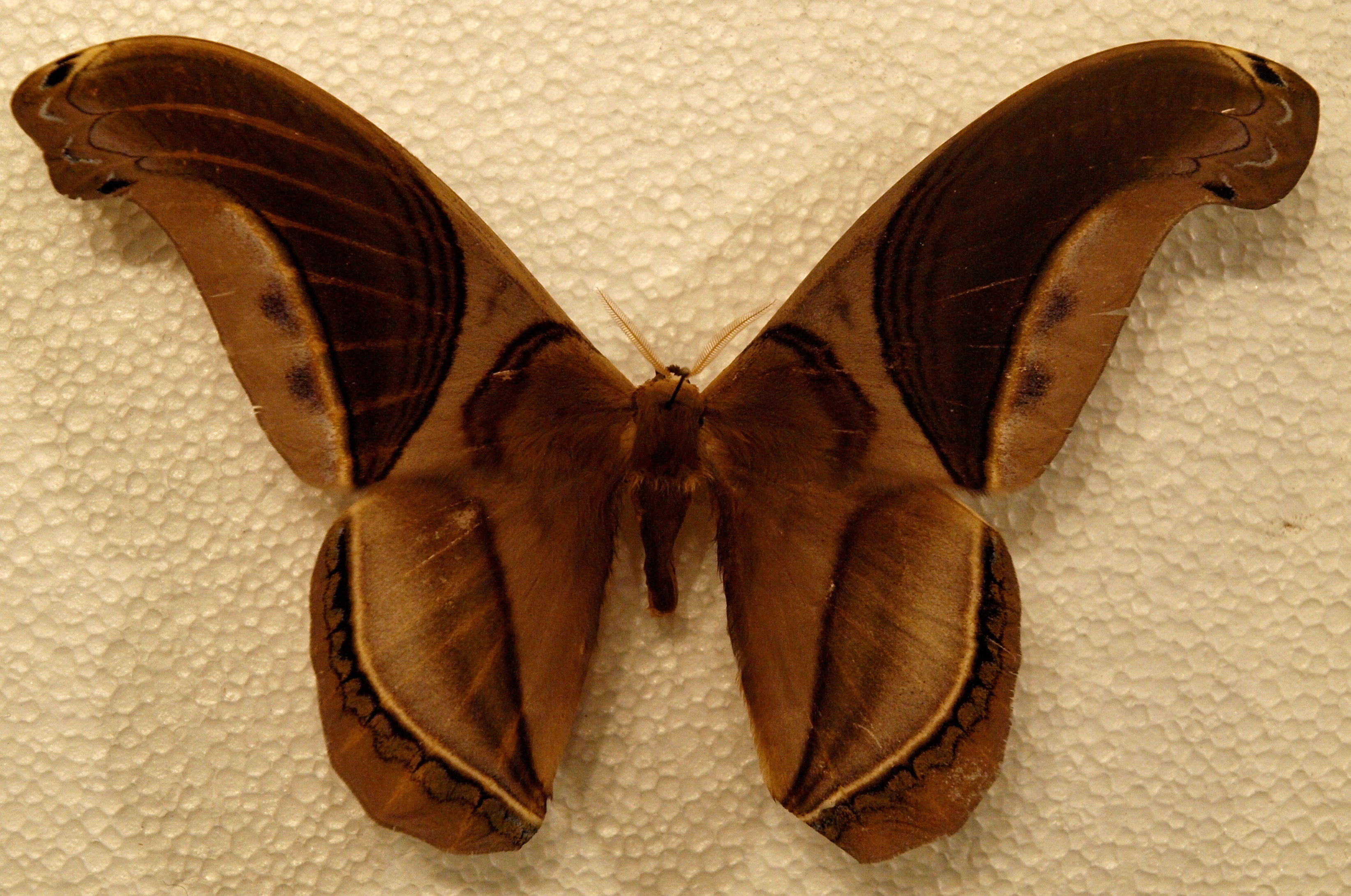